# 西忠雄
西 忠雄（にし ただお、1912年4月10日 - 1998年1月25日）は、日本の建築構造工学者。専門は建築材料。東京大学名誉教授。第32代東洋大学学長（1982年9月 - 1985年9月）。工学博士。東京都生まれ。

## 経歴
1937年（昭和12年）、東京帝国大学工学部建築学科を卒業後、同年に大阪窯業セメント株式会社に就職。1942年（昭和17年）に内務省技師を経て、1947年（昭和22年）建設省建築研究所第二研究部（材料）勤務。1948年（昭和23年）、北海道大学助教授に就任。1951年（昭和26年）、同大学の教授に就任。1962年（昭和37年）、東京大学教授に転任。1973年（昭和48年）、定年退官。東洋大学教授へ。1982年からは同大学学長。1982年5月から1984年5月まで、日本コンクリート工学会会長。
1975年藍綬褒章、1987年勲二等瑞宝章受章。1993年日本建築学会賞大賞受賞。1975年から1977年まで、日本鉄筋継手協会（旧・日本圧接協会） 会長。

## 著書
- 『建築材料学』 (建築学大系 建築学大系編集委員会編;13) [11][12][13]
- 『建築の接着工法』（監修)
- 『防水工法事典』（編集）
- 『建築防水設計・工法総覧』 [14]（建設産業調査会刊 昭和45年）